# Vlag van Beilen

Vlag van Beilen (1938-1998)

De vlag van Beilen werd op 22 augustus 1938 bij raadsbesluit vastgesteld als de gemeentelijke vlag van de Drentse gemeente Beilen. De vlag kan als volgt worden beschreven:
Drie even lange banen van groen, wit en geel, met op het midden van de witte baan het wapenschild van het gemeentewapen.
De kleuren van de vlag zijn ontleend aan het gemeentewapen.
In 1998 ging de gemeente op in de nieuw gevormde gemeente Midden-Drenthe, toen nog Middenveld genaamd. Hierdoor kwam de gemeentevlag te vervallen.

## Verwant symbool

Wapen van Beilen

Anloo 
· Beilen 
· Borger 
· Dalen 
· Diever 
· Dwingeloo 
· Eelde 
· Gasselte 
· Gieten 
· Havelte 
· Nijeveen 
· Norg 
· Odoorn 
· Oosterhesselen 
· Peize 
· Roden 
· Rolde 
· Ruinen 
· Ruinerwold 
· Schoonebeek 
· Sleen 
· Smilde 
· Vledder 
· Vries 
· Westerbork 
· de Wijk 
· Zuidlaren 
· Zuidwolde 
· Zweeloo